# Khủng hoảng tị nạn Ukraina
Cuộc khủng hoảng tị nạn Ukraina là một cuộc di chuyển lớn của người dân Ukraina trong cuộc xâm lược do Nga tiến hành vào năm 2022. Khủng hoảng bắt đầu với cuộc xâm lược ban đầu của quân đội Nga vào ngày 24 tháng 2 năm 2022. Một số quốc gia châu Âu đã chuẩn bị tiếp nhận người tị nạn trước cuộc xâm lược, đặc biệt là Ba Lan đã sẵn sàng chấp nhận 1 triệu người tị nạn.
Hơn 4,5 triệu người tị nạn đã rời khỏi Ukraina (tính đến ngày 9 tháng 4 năm 2022),, trong khi khoảng 6,5 triệu người đã phải di tản trong nước (tính đến ngày 18 tháng 3 năm 2022).. Tổng cộng hơn 10 triệu người, khoảng chừng 1/4 dân số đã phải rời khỏi nhà ở Ukraina đến ngày 20 tháng 3. Cho tới ngày 22 tháng 3 năm 2022, theo UNICEF, hơn phân nửa trẻ em ở Ukraina buộc phải rời khỏi nhà.  Cuộc xâm lược đã gây ra cuộc khủng hoảng người tị nạn lớn nhất châu Âu kể từ Thế chiến thứ hai và hậu quả của nó, cuộc khủng hoảng người tị nạn đầu tiên ở châu Âu kể từ cuộc Chiến tranh Nam Tư vào những năm 1990, và là một trong những cuộc khủng hoảng người tị nạn lớn nhất trên thế giới trong thế kỷ 21.
Phần lớn những người tị nạn vào năm 2022 vào thẳng các quốc gia láng giềng ở phía tây Ukraine. Ba Lan đã nhận nhiều người tị nạn từ Ukraine hơn tất cả các nước châu Âu khác cộng lại. Các quốc gia khác ở phía tây Ukraine đã nhận người tị nạn là Romania, Moldova, Hungary và Slovakia. Một số người tị nạn sau đó đã di chuyển xa hơn về phía tây, nhưng các nhà quan sát lưu ý rằng hầu hết họ có khả năng ở lại các quốc gia địa phương bởi vì "thị trường lao động thắt chặt, các thành phố giá cả phải chăng và cộng đồng cư dân từ trước đã khiến những quốc gia đó trở thành lựa chọn hấp dẫn hơn cho người Ukraina.
Các công ty đường sắt ở một số nước châu Âu đã cho phép người tị nạn Ukraine đi lại bằng tàu hỏa miễn phí. Công dân Ukraina có thể đi đến nhiều quốc gia châu Âu khác mà không cần thị thực do các thỏa thuận trước đó với các quốc gia khác và hiệp định Schengen. Một số người không phải người Châu Âu và người Romani đã cho biết có sự phân biệt đối xử về sắc tộc ở biên giới.

## Người tị nạn trước cuộc xâm lược 2022
Trước cuộc xâm lược, việc Liên bang Nga sáp nhập Crimea và cuộc chiến ở Donbas, cả hai đều là những khía cạnh của Chiến tranh Nga-Ukraina, đã dẫn đến ít nhất hai triệu người tị nạn và di tản nội địa kể từ năm 2014. Họ đã được một số phương tiện truyền thông gọi là những người tị nạn bị lãng quên của Châu Âu, do sự tiếp nhận lạnh nhạt ở Liên minh Châu Âu, tỷ lệ xin tị nạn thành công tương đối thấp và sự lãng quên của giới truyền thông.
Hơn một triệu người trong số những người tị nạn trước năm 2022, chủ yếu từ Donbas, đã đến Nga từ năm 2014 đến năm 2016, trong khi số người phải di tản bên trong Ukraina đã tăng lên tới 1,6 triệu người vào đầu tháng 3 năm 2016.

## Hành trình

### Chuyên chở
Đối với nhiều người tị nạn đang hướng về phía Tây, xe lửa đóng một vai trò quan trọng trong hành trình bên trong Ukraina và các nước láng giềng. Oleksandr Kamyshin, Giám đốc điều hành của Đường sắt Ukraina, điều hành phần lớn các dịch vụ xe lửa ở Ukraina, ước tính rằng trong vòng ba tuần kể từ khi bắt đầu cuộc xâm lược, mạng lưới đã vận chuyển 2,5 triệu hành khách. Ông cũng cho biết vào thời kỳ cao điểm, mạng lưới vận chuyển 190.000 người mỗi ngày.

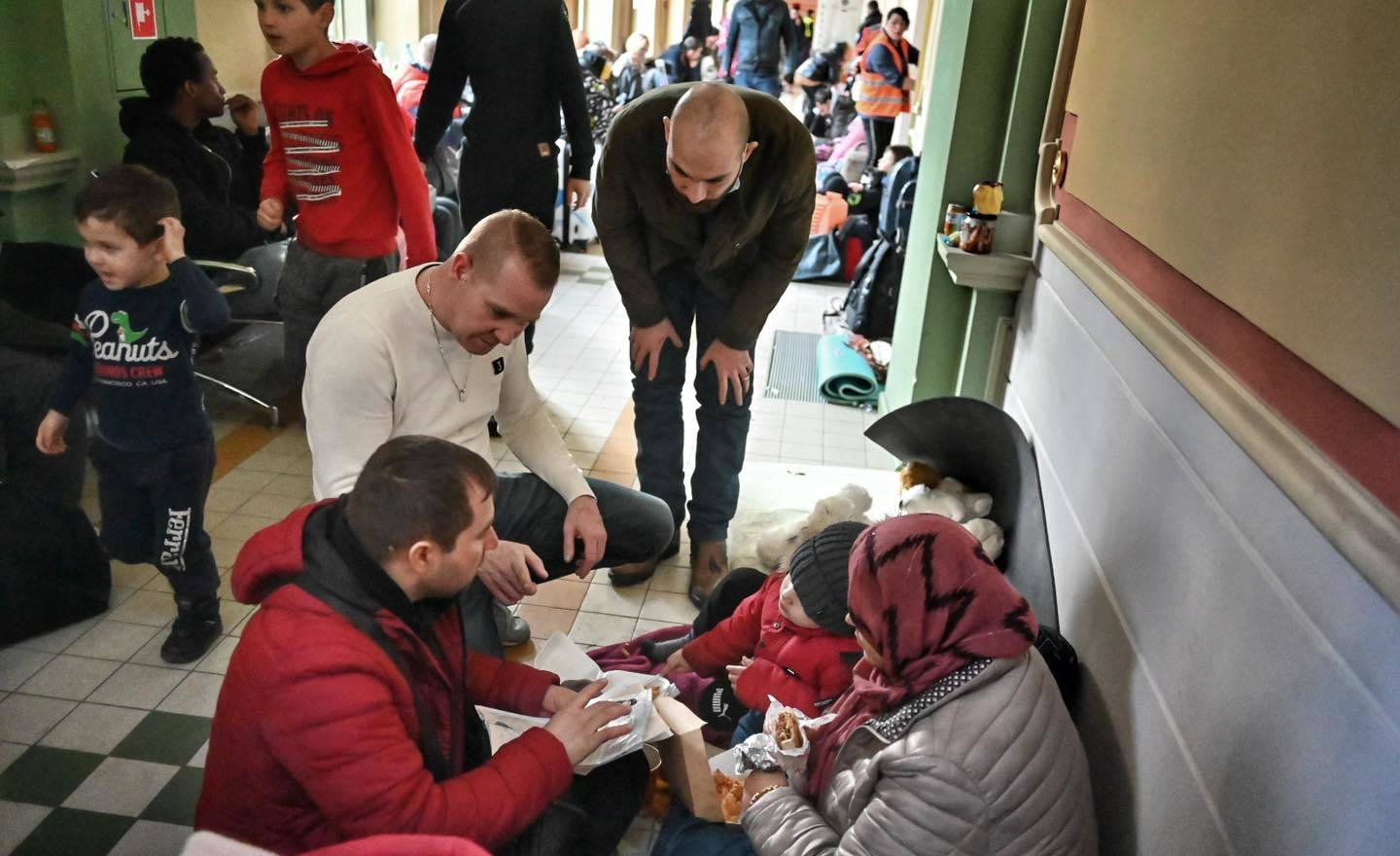
Người tị nạn ở gần nhà ga xe lửa ở biên giới Ba Lan Przemyśl Główny

Để đảm bảo các đoàn tàu có thể di chuyển an toàn nhất có thể, mạng lưới đã phải liên tục thích ứng với các tình huống trên mặt đất, chẳng hạn như nếu đường ray bị bom phá hỏng hoặc nếu chúng không còn nằm trong quyền kiểm soát của Ukraina. Các đoàn tàu phải di chuyển chậm hơn vì chúng thường bị quá tải để chở được nhiều người nhất có thể, cũng như giảm thiểu nguy cơ va vào đường ray bị hư hỏng. Vào ban đêm, các đoàn tàu cũng tắt đèn để giảm khả năng bị rơi vào tầm ngắm.
Các công ty đường sắt ở một số nước châu Âu, bao gồm Áo, Bỉ, Cộng hòa Séc, Đan Mạch, Phần Lan, Pháp, Đức, Hungary, Litva, Hà Lan, Ba Lan, Slovakia và Thụy Sĩ, đã cho phép người tị nạn Ukraine đi lại bằng tàu hỏa miễn phí.
Những người tị nạn khác đi bằng phương tiện cơ giới hoặc đi bộ. Tại một số cửa khẩu biên giới đã hình thành cảnh ùn tắc giao thông dài hàng km. Việc đi lại bằng đường hàng không không được cung cấp ở Ukraina vì quốc gia này đã đóng cửa không phận của mình đối với các chuyến bay dân sự vào ngày xảy ra cuộc xâm lược.

### Bãi tập trung và lối đi qua biên giới
Thành phố Lviv ở phía tây Ukraine trở thành nơi tập trung quan trọng cho người tị nạn. Có tới 100.000 người tị nạn đến thành phố mỗi ngày, mà trước cuộc xâm lược có dân số 700.000 người. Từ Lviv, các chuyến tàu chở người tị nạn đến các điểm qua biên giới như Medyka, Ba Lan và Uzhhorod, gần biên giới với Slovakia và Hungary. Từ Medyka, hầu hết những người tị nạn tiếp tục đến Przemyśl, Ba Lan, và đi đến phần còn lại của Châu Âu.
Các cửa khẩu biên giới chính khác bao gồm Siret, Romania; Ocnița và Palanca, Moldova; Beregsurány, Hungary  và Vyšné Nemecké, Slovakia.

## Số lượng
| Các quốc gia đã nhận hơn 100.000 người tị nạn Ukraina UNHCR tính đến ngày 20 tháng 3 2022. | Các quốc gia đã nhận hơn 100.000 người tị nạn Ukraina UNHCR tính đến ngày 20 tháng 3 2022. | Các quốc gia đã nhận hơn 100.000 người tị nạn Ukraina UNHCR tính đến ngày 20 tháng 3 2022. | Các quốc gia đã nhận hơn 100.000 người tị nạn Ukraina UNHCR tính đến ngày 20 tháng 3 2022. | Các quốc gia đã nhận hơn 100.000 người tị nạn Ukraina UNHCR tính đến ngày 20 tháng 3 2022. |
| ------------------------------------------------------------------------------------------ | ------------------------------------------------------------------------------------------ | ------------------------------------------------------------------------------------------ | ------------------------------------------------------------------------------------------ | ------------------------------------------------------------------------------------------ |
| Quốc gia                                                                                   | Quốc gia                                                                                   |                                                                                            | Số người                                                                                   | Số người                                                                                   |
| Ba Lan                                                                                     | Ba Lan                                                                                     |                                                                                            | 2,083,854                                                                                  | 2,083,854                                                                                  |
| Romania                                                                                    | Romania                                                                                    |                                                                                            | 535,461                                                                                    | 535,461                                                                                    |
| Moldova                                                                                    | Moldova                                                                                    |                                                                                            | 365,197                                                                                    | 365,197                                                                                    |
| Hungary                                                                                    | Hungary                                                                                    |                                                                                            | 312,120                                                                                    | 312,120                                                                                    |
| Slovakia                                                                                   | Slovakia                                                                                   |                                                                                            | 250,036                                                                                    | 250,036                                                                                    |
| Liên bang Nga                                                                              | Liên bang Nga                                                                              |                                                                                            | 231,764                                                                                    | 231,764                                                                                    |

| Các quốc gia khác. Con số được chính phủ báo cáo | Các quốc gia khác. Con số được chính phủ báo cáo | Các quốc gia khác. Con số được chính phủ báo cáo | Các quốc gia khác. Con số được chính phủ báo cáo | Các quốc gia khác. Con số được chính phủ báo cáo |
| ------------------------------------------------ | ------------------------------------------------ | ------------------------------------------------ | ------------------------------------------------ | ------------------------------------------------ |
| Quốc gia                                         | Quốc gia                                         |                                                  | Số người                                         | Số người                                         |
| Czech Republic                                   | Czech Republic                                   |                                                  | 270,000                                          | 270,000                                          |
| Đức                                              | Đức                                              |                                                  | 190,000                                          | 190,000                                          |
| Bulgaria                                         | Bulgaria                                         |                                                  | 78,000                                           | 78,000                                           |
| Italy                                            | Italy                                            |                                                  | 50,649                                           | 50,649                                           |
| Estonia                                          | Estonia                                          |                                                  | 25,190                                           | 25,190                                           |
| Lithuania                                        | Lithuania                                        |                                                  | 23,718                                           | 23,718                                           |
| Thổ                                              | Thổ                                              |                                                  | 20,550                                           | 20,550                                           |
| Pháp                                             | Pháp                                             |                                                  | 20,000                                           | 20,000                                           |

Số lượng người tị nạn có thể thay đổi nhanh chóng và thường chỉ là ước tính. Việc di chuyển từ quốc gia này sang quốc gia khác không nhất thiết cần phải được đăng ký chính thức. Người Ukraine được phép đến các quốc gia thuộc Liên minh châu Âu mà không cần thị thực và có thể được phép ở lại đất nước này trong thời gian dài hơn mà không cần phải có giấy phép đặc biệt. Ở những nơi khác, họ phải xin tị nạn.
Cơ quan Điều phối các Vấn đề Nhân đạo của Liên hợp quốc vào ngày 27 tháng 2 ước tính rằng trong hai tháng sẽ có 7,5 triệu người phải di tản trong nước ở Ukraina, 12 triệu người sẽ cần được chăm sóc sức khỏe và số người chạy trốn khỏi chiến tranh có thể lên tới 4 triệu. Cao ủy Liên hợp quốc về người tị nạn (UNHCR) cho biết, đây là cuộc khủng hoảng người tị nạn gia tăng nhanh nhất ở châu Âu kể từ sau Chiến tranh thế giới thứ hai. Đến ngày 20 tháng 3 năm 2022, theo UNHCR, số người tị nạn Ukraine đã rời khỏi đất nước đã vượt quá 3,5 triệu người.
Trưởng ban truyền thông của Cao ủy Nhân quyền Liên hợp quốc đã gọi tốc độ di cư của người tị nạn khỏi Ukraine là rất nhanh chóng và cho rằng số lượng người di cư trong nước ở Ukraine cũng cao bằng số người rời khỏi đất nước. [12]

## Các quốc gia

### Các quốc gia lân cận
Các quốc gia kế cạnh được ghi vào danh sách theo thứ tự số người tị nạn tới, các quốc gia khác theo mẫu tự abc. 

#### Ba Lan

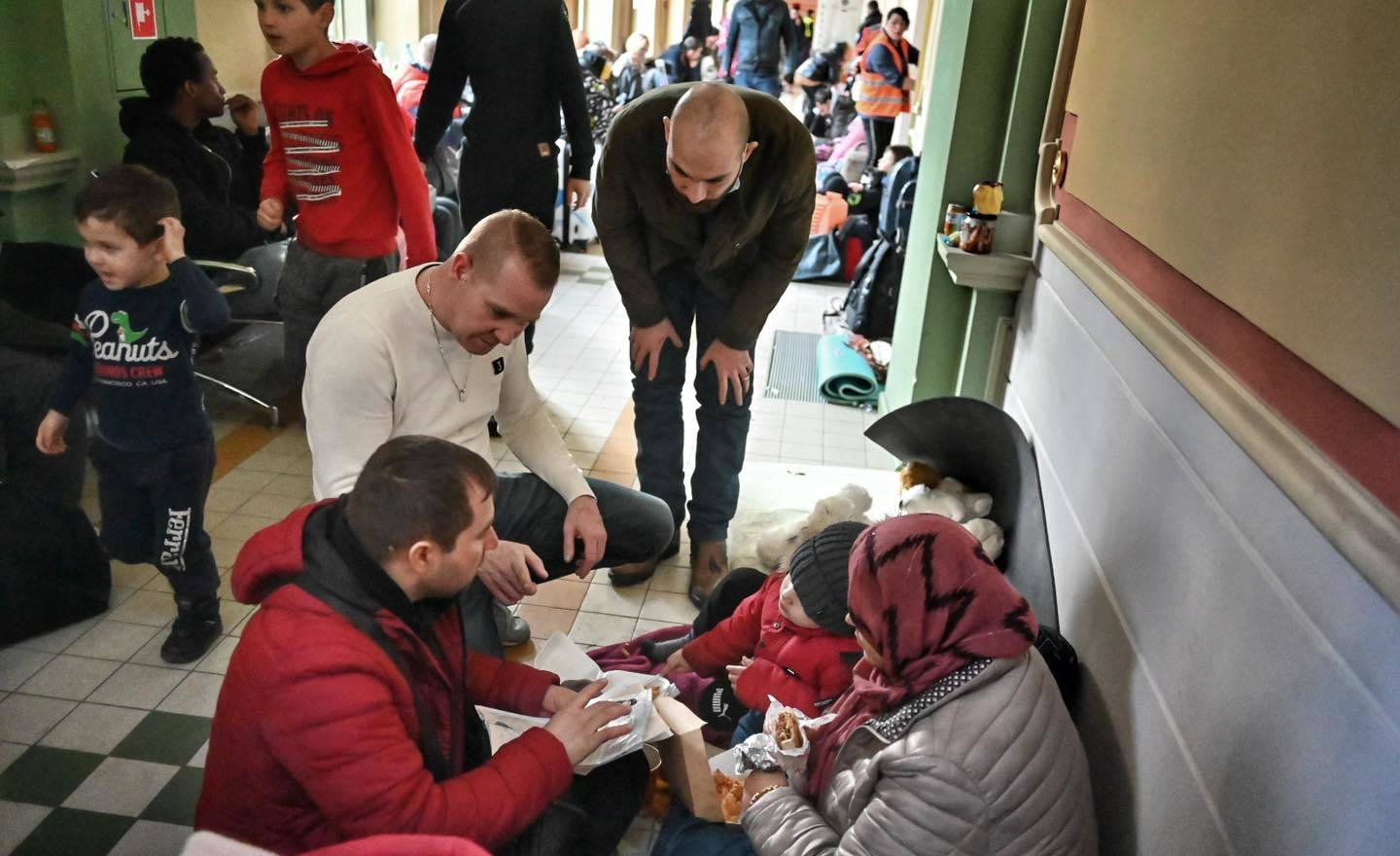
Người tị nạn chăm sóc nhau gần trạm xe lửa Ba Lan Przemyśl Główny ở biên giới

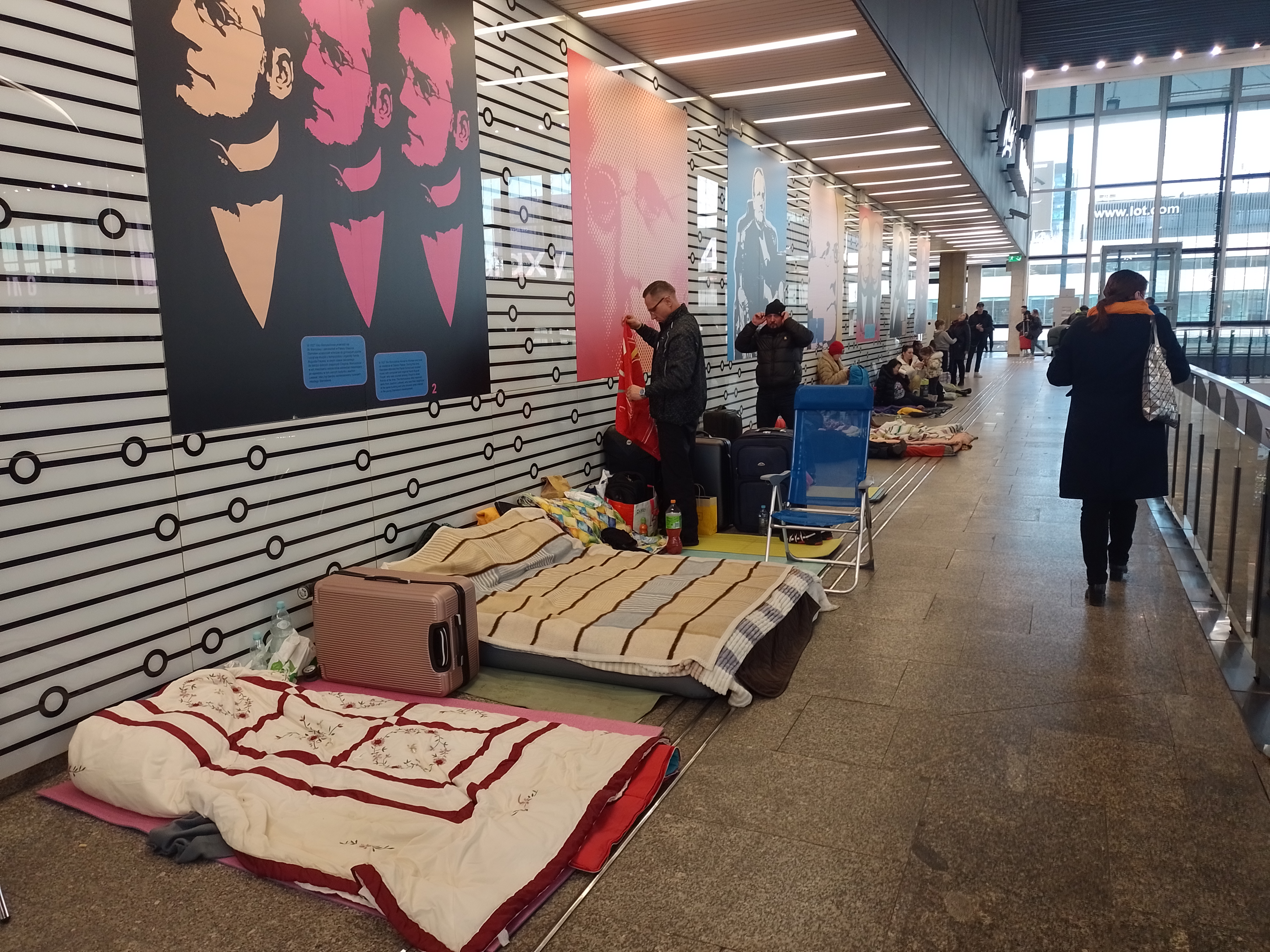
Người tị nạn tại nhà ga chính ở Warszawa

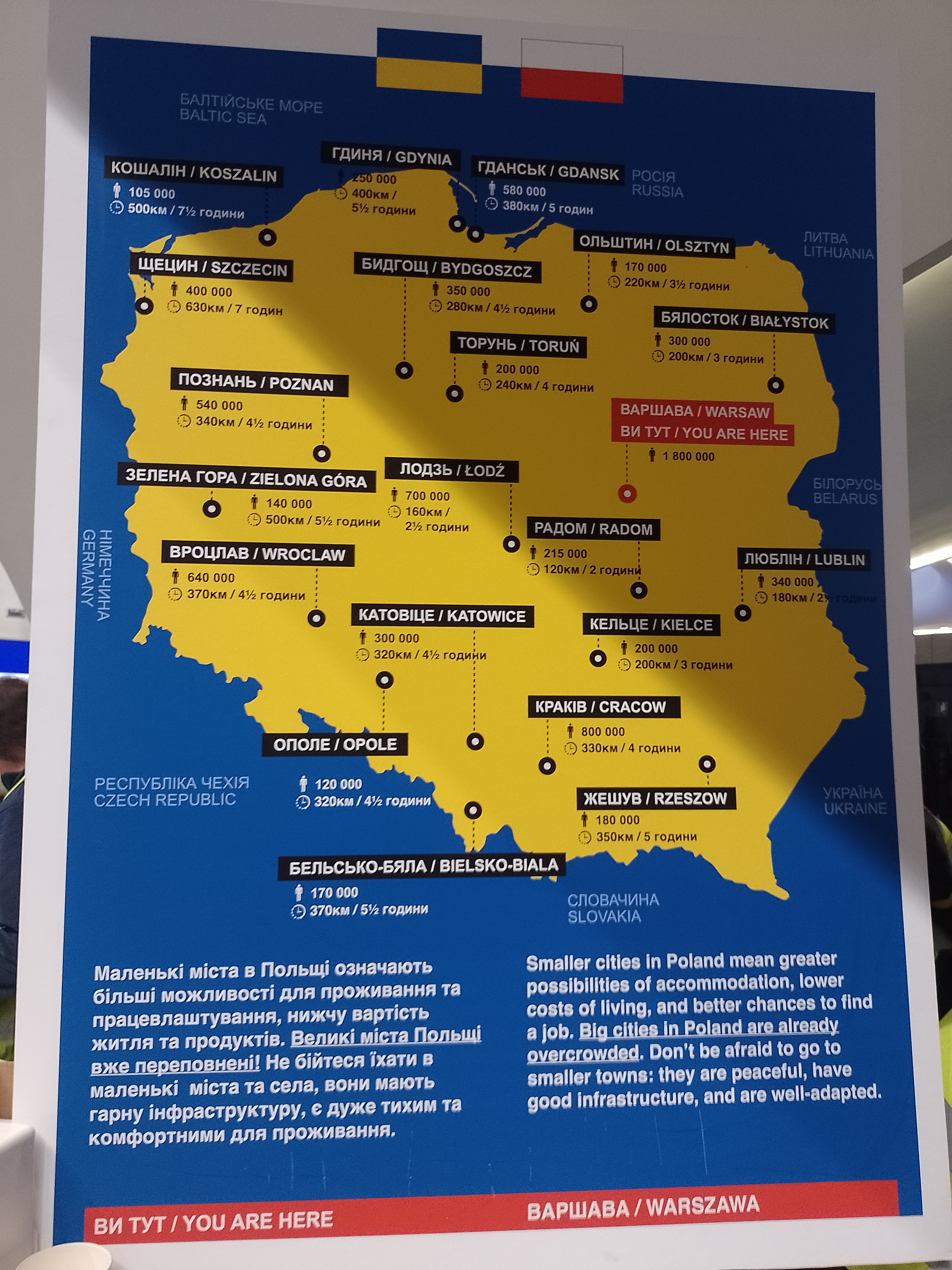
Bản chỉ dẫn khuyên người tị nạn nên tới các thành phố nhỏ vì ở Warsaw đã quá đông người

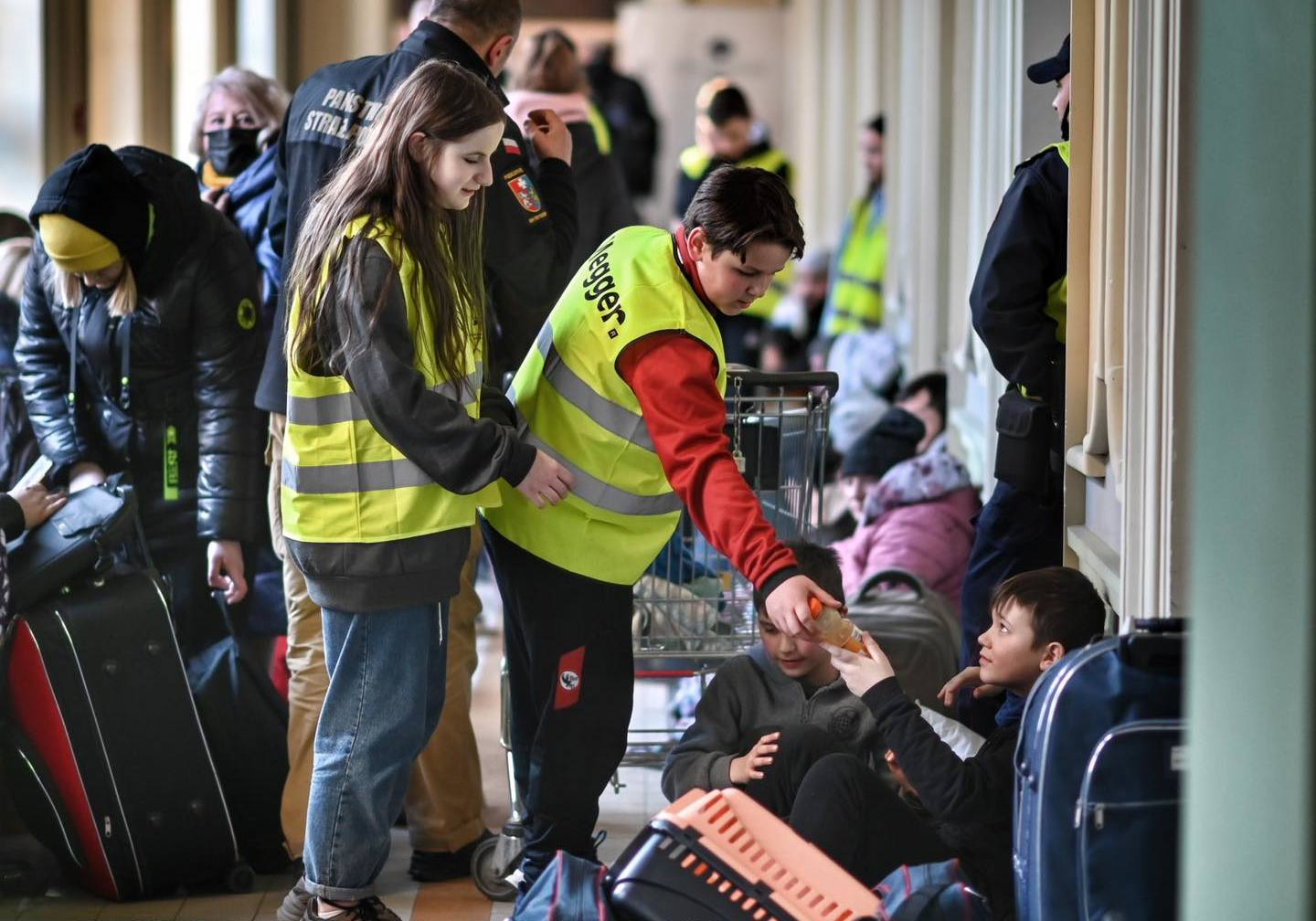
Người tình nguyện hỗ trợ người tị nạn tại một trạm xe lửa Ba Lan

Ngay từ ngày 15 tháng 2, Ba Lan đã trông đợi một cuộc tấn công của Nga vào Ukraina. Chính phủ Ba Lan yêu cầu các cộng đồng chuẩn bị cho khoảng một triệu người tị nạn. Đến ngày 19 tháng 3 năm 2022, hơn 2,1 triệu người tị nạn Ukraine đã vào Ba Lan. Ba Lan đã giảm đáng kể các thủ tục biên giới thông thường, và nói rằng các giấy tờ thông hành khác nhau sẽ được chấp nhận. 

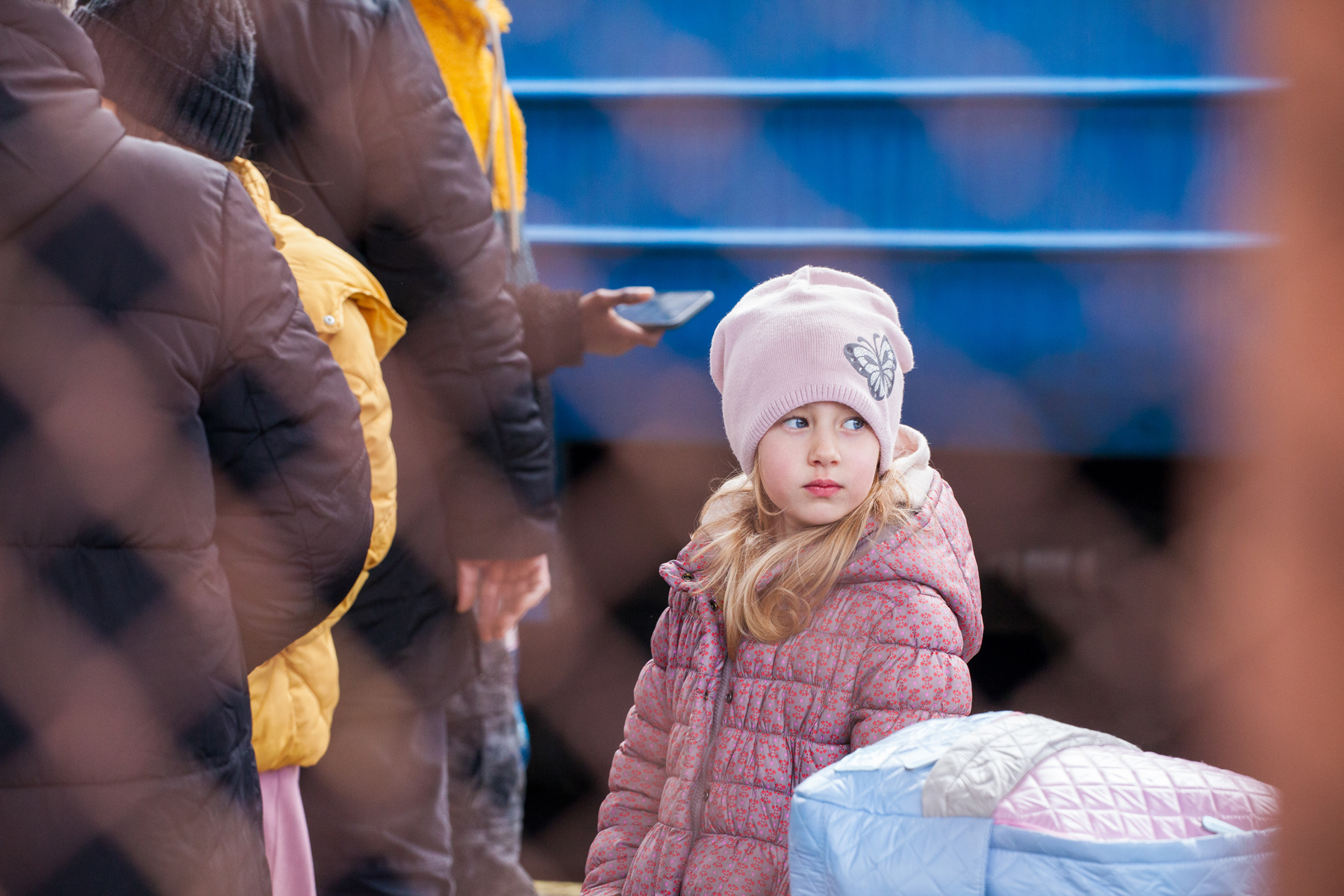
Một đứa bé tị nạn ở nhà ga Ba Lan Przemyśl

Các địa điểm tụ tập dành cho người tị nạn đã được lập ra ở mọi quận của Ba Lan. Chính quyền địa phương đang cung cấp chỗ ở miễn phí, thực phẩm và các vật dụng cần thiết khác. Ngoài ra, một số lượng lớn người dân và các tổ chức đang tự nguyện cung cấp hỗ trợ, chỗ ở miễn phí và các sự giúp đỡ khác. Các trang web có thông tin dành cho người tị nạn cũng được viết bằng tiếng Ukraina.  [10] [11] Chính phủ đang chuẩn bị các thay đổi pháp lý để đơn giản hóa việc làm của người Ukraina ở Ba Lan, vì hiện tại, người Ukraina phải có thị thực làm việc vì người Ukraine đến từ bên ngoài EU.
Chủ tịch Hội đồng Châu Âu Charles Michel đã đến thăm cửa khẩu Ba Lan-Ukraina vào ngày 2 tháng 3 và ca ngợi những nỗ lực của Ba Lan "nhằm đảm bảo các lối đi an toàn cho người Ukraina, cho công dân Châu Âu " và những người từ các nước khác " mà không có bất kỳ sự phân biệt đối xử nào."  Trong cuộc phỏng vấn sau đó với France Inter, ông đã tố cáo những tuyên bố bị cáo buộc phân biệt chủng tộc của quân nhân Ukraina và Ba Lan là "tuyên truyền của Nga" và là một phần của chiến tranh thông tin của Nga. Nhiều nhà quan sát tin rằng hầu hết người tị nạn sẽ ở lại Ba Lan và các quốc gia Trung Âu khác bởi vì "thị trường lao động thắt chặt, các thành phố giá cả phải chăng và cộng đồng cư dân từ trước đã khiến những quốc gia đó trở thành lựa chọn thay thế hấp dẫn hơn cho người Ukraina, những người nhận thấy lựa chọn ít hơn ở phía tây châu Âu".

#### Romania
Bộ trưởng Quốc phòng Romania Vasile Dîncu thông báo vào ngày 22 tháng 2 năm 2022 rằng Romania có thể tiếp nhận 500.000 người tị nạn nếu cần thiết; những người tị nạn đầu tiên đến hai ngày sau đó.  Vào ngày 15 tháng 3, Bộ trưởng Bộ Ngoại giao Bogdan Aurescu báo cáo rằng khoảng 80.000 người vẫn ở trong nước. Tính đến ngày 20 tháng 3, chính phủ Romania tường thuật có 535.461 người Ukraine vào Romania.
Một số người gốc Romani nằm trong số những công dân Ukraine đã chạy sang Romania.

#### Moldova

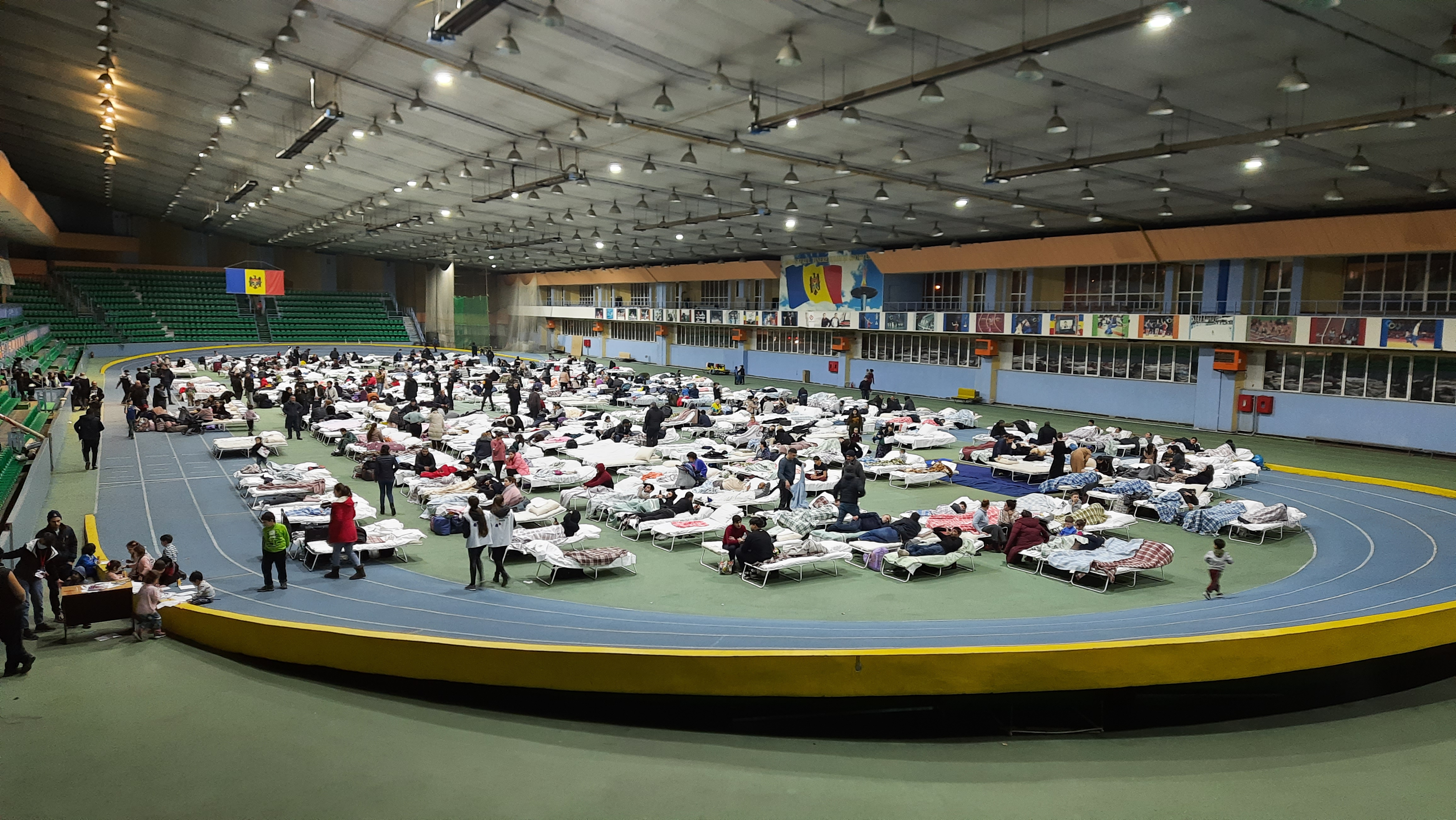
Một trong những trung tâm tị nạn được thành lập ở Kishinev

Moldova là một trong những quốc gia đầu tiên tiếp nhận người tị nạn từ Odessa và Vinnytsia. Các nhà chức trách Moldova đã kích hoạt một trung tâm quản lý khủng hoảng để tạo điều kiện về chỗ ở và cứu trợ nhân đạo cho người tị nạn.
Tính đến ngày 21 tháng 3 năm 2022, 367.913 người tị nạn Ukraine đã vào Moldova, đó là số lượng người tị nạn tính theo đầu người cao nhất so với bất kỳ quốc gia nào. Theo Middle East Eye, điều này đã dẫn đến căng thẳng xã hội, và viện trợ quốc tế được coi là rất quan trọng để giúp các tổ chức Moldova xử lý dòng người tị nạn. Moldova chỉ trích sự xâm lược của Nga, nước này cũng có mâu thuẫn nội bộ với Transnistria do Nga hậu thuẫn. Chính phủ Moldova cung cấp dịch vụ đi xe buýt miễn phí, và Romania đã hỗ trợ Moldova chuyển người sang Romania, nhằm giảm bớt áp lực ở Moldova.

#### Hungary

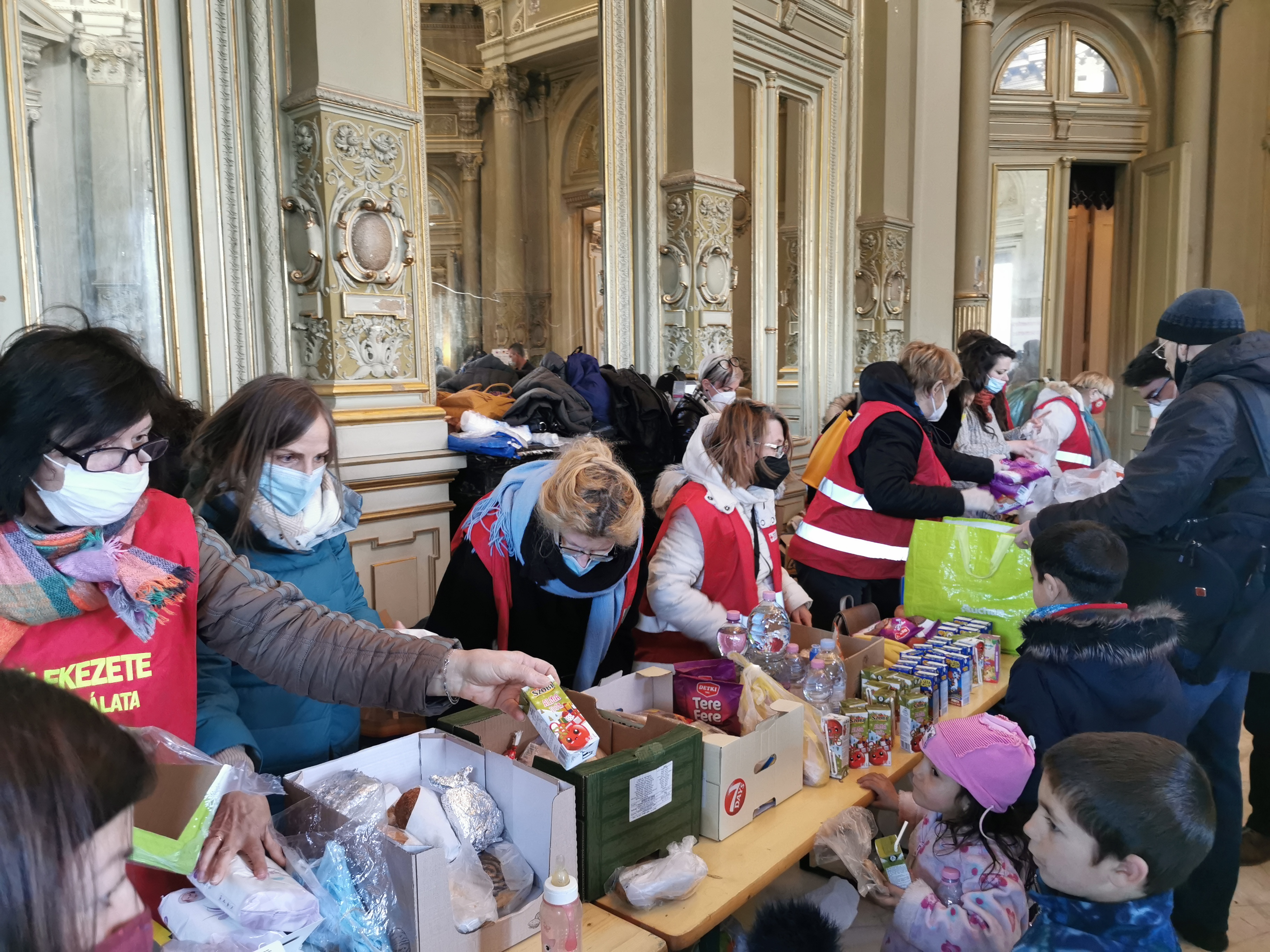
Người tình nguyện Hungary hỗ trợ người tị nạn

Từ khi cuộc xâm lược của Nga bắt đầu cho đến ngày 22 tháng 3 năm 2022, 324.397 người tị nạn từ Ukraina đã đến Hungary. Vì không có kiểm tra biên giới trong khu vực Schengen, Hungary không biết có bao nhiêu người đã chuyển đến các nước Schengen khác. 500 người từ các nước thứ ba đã đến Budapest bằng tàu hỏa và yêu cầu cảnh sát giúp đỡ. Theo báo cáo của các phương tiện truyền thông, những người này chủ yếu là sinh viên hoặc công nhân nhập cư từ châu Á và châu Phi đã sống ở Ukraina.

#### Slovakia

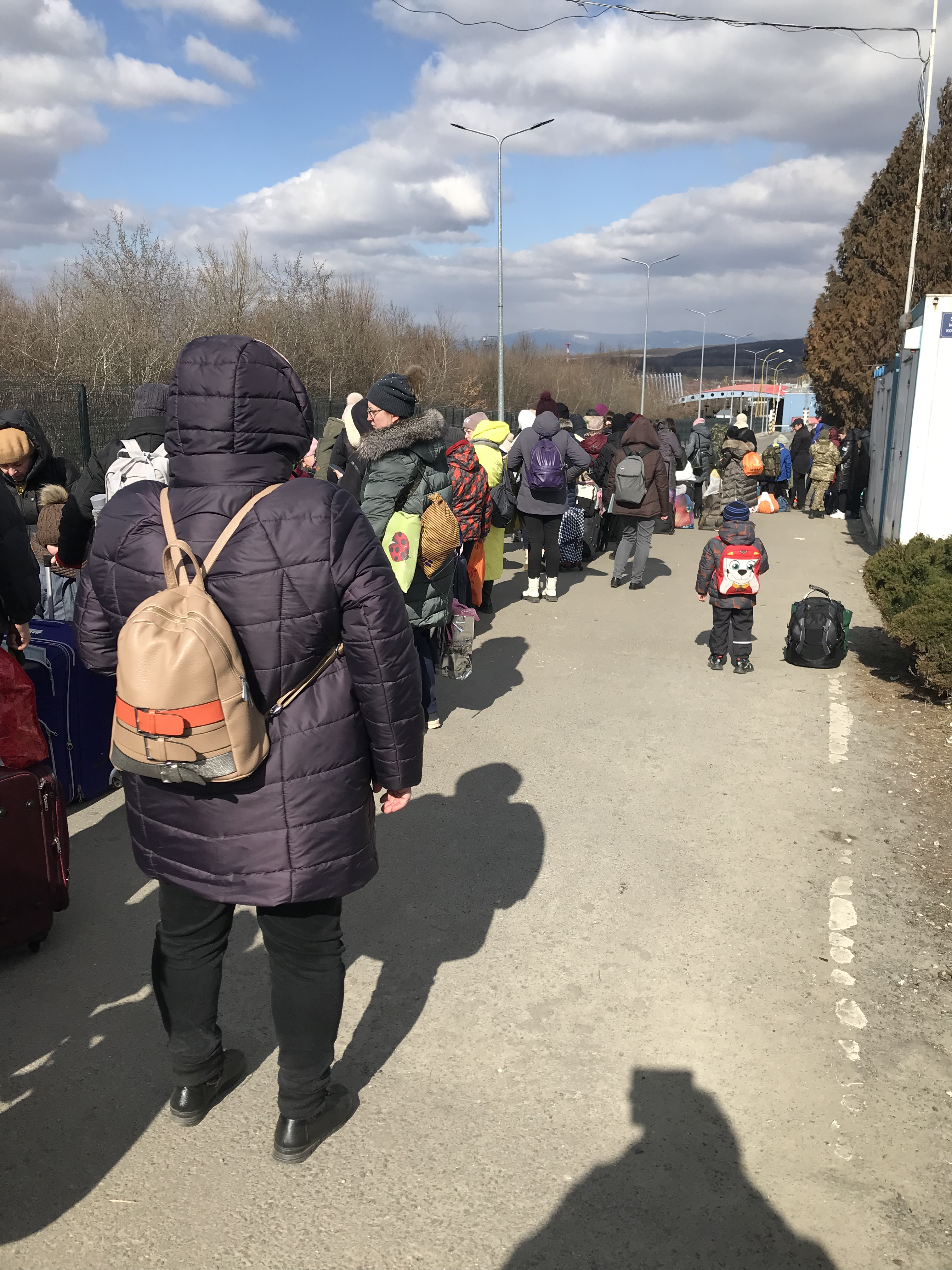
Người tị nạn tới Slovakia vào ngày 10 tháng 3

Cho tới ngày 8 tháng 3, Slovakia đã nhận trên 140.000. Đến ngày 28 tháng 3 2022, có tới 278.238 người tị nạn đến.

#### Nga
Theo như chính phủ Nga, 271.254 người tị nạn đến Nga cho tới ngày 22 tháng 3 2022.

#### Belarus
Chính phủ Belarus cho biết, 9.875 đã tới Belarus tính đến ngày 28 tháng 3 2022.

### Các quốc gia châu Âu khác

#### Khung pháp lý của EU
Ukraine có Thỏa thuận hợp tác với Liên minh Châu Âu và kể từ năm 2017, người Ukraine có hộ chiếu sinh trắc học có quyền lưu trú miễn thị thực 90 ngày trong Khu vực Schengen. Sau cuộc xâm lược Ukraina, Ủy ban EU đã kêu gọi các quốc gia thành viên cho phép nhập cảnh và lưu trú của những người không có hộ chiếu sinh trắc học vì lý do nhân đạo, và các quốc gia thành viên đã làm như vậy kể từ khi những người tị nạn bắt đầu đến biên giới.
Vào ngày 4 tháng 3, Hội đồng Liên minh Châu Âu nhất trí thực hiện Chỉ thị Bảo vệ Tạm thời lần đầu tiên trong lịch sử của mình, để những người tị nạn chạy khỏi Ukraina không phải làm thủ tục tị nạn theo tiêu chuẩn của Liên minh Châu Âu. Bảo vệ tạm thời là một cơ chế khẩn cấp cho phép quyền ở lại một quốc gia thành viên EU trong thời hạn ban đầu là một năm, có thể được gia hạn tối đa là ba năm. Những người thụ hưởng được hưởng các quyền hài hòa trên toàn EU như cư trú, tiếp cận thị trường lao động và nhà ở, hỗ trợ y tế và tiếp cận giáo dục cho trẻ em. Hội đồng đã không thông qua một hệ thống phân phối những người tị nạn, mà để cho họ tự do lựa chọn nơi đến.

#### Áo
Bộ trưởng Nội vụ Áo Gerhard Karner từ ÖVP và Thủ tướng Liên bang Karl Nehammer thông báo rằng Áo sẵn sàng tiếp nhận những người tị nạn từ Ukraina. Tất cả những người tị nạn được phép ở lại đất nước trong 90 ngày. Trong số 150.000 người tị nạn Ukraine đã đến Áo, khoảng 7.000 người đã nộp đơn xin tị nạn, hầu hết những người còn lại sẽ đến các quốc gia khác.

#### Bỉ
Vào ngày 25 tháng 2 năm 2022, Ngoại trưởng Bỉ về Tị nạn và Di cư Sammy Mahdi đã kêu gọi Châu Âu phối hợp tiếp nhận. Hai ngày sau, Bộ trưởng Phát triển Meryame Kitir thông báo rằng ba triệu euro sẽ được phân bổ để viện trợ nhân đạo bổ sung cho Ukraine.

#### Bulgaria
Tính đến ngày 5 tháng 3 năm 2022, 25.000 người tị nạn Ukraine đã đến Bulgaria. Vào ngày 12 tháng 3, có thông báo rằng gần 70.000 người Ukraine đã vào Bulgaria, và khoảng 33.500 người vẫn ở lại. Tính đến ngày 29 tháng 3, hơn 127.000 công dân Ukraine đã nhập cảnh vào Bulgaria, 56.000 người vẫn ở lại nước này, trong đó 22.000 người là trẻ em.

#### Croatia
Từ khi bắt đầu cuộc xâm lược của Nga đến ngày 28 tháng 3 năm 2022, 15.000 người tị nạn Ukraine đã vào Croatia.

#### Síp
Vào ngày 9 tháng 3, Bộ Nội vụ Síp báo cáo khoảng 3.000 người tị nạn Ukraine đã vào Síp kể từ ngày sau cuộc xâm lược của Nga, 19 trong số này đã xin tị nạn.

#### Cộng hòa Séc

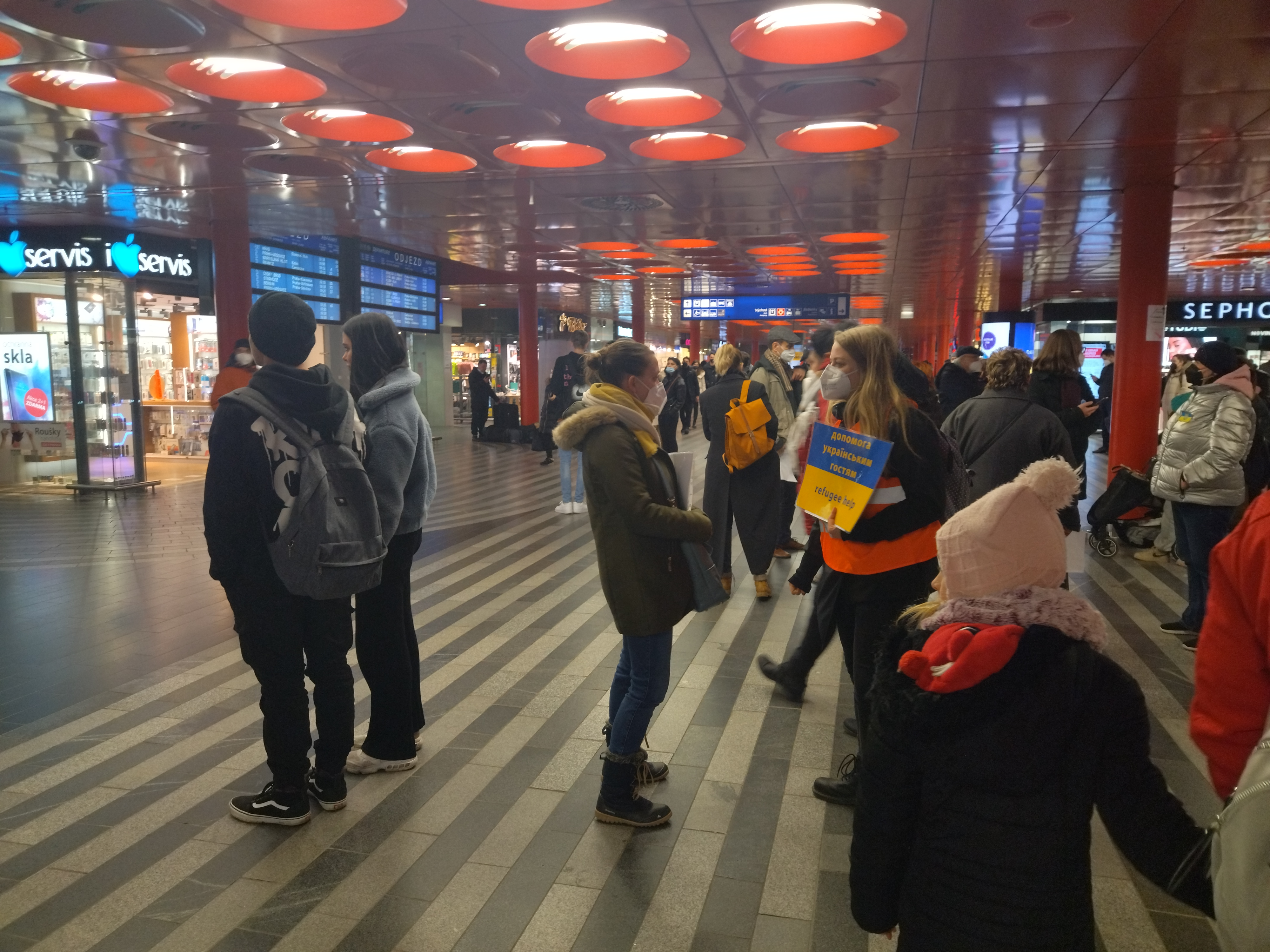
Tình nguyện viên người Séc chờ đợi để chào đón những người tị nạn ở Praha

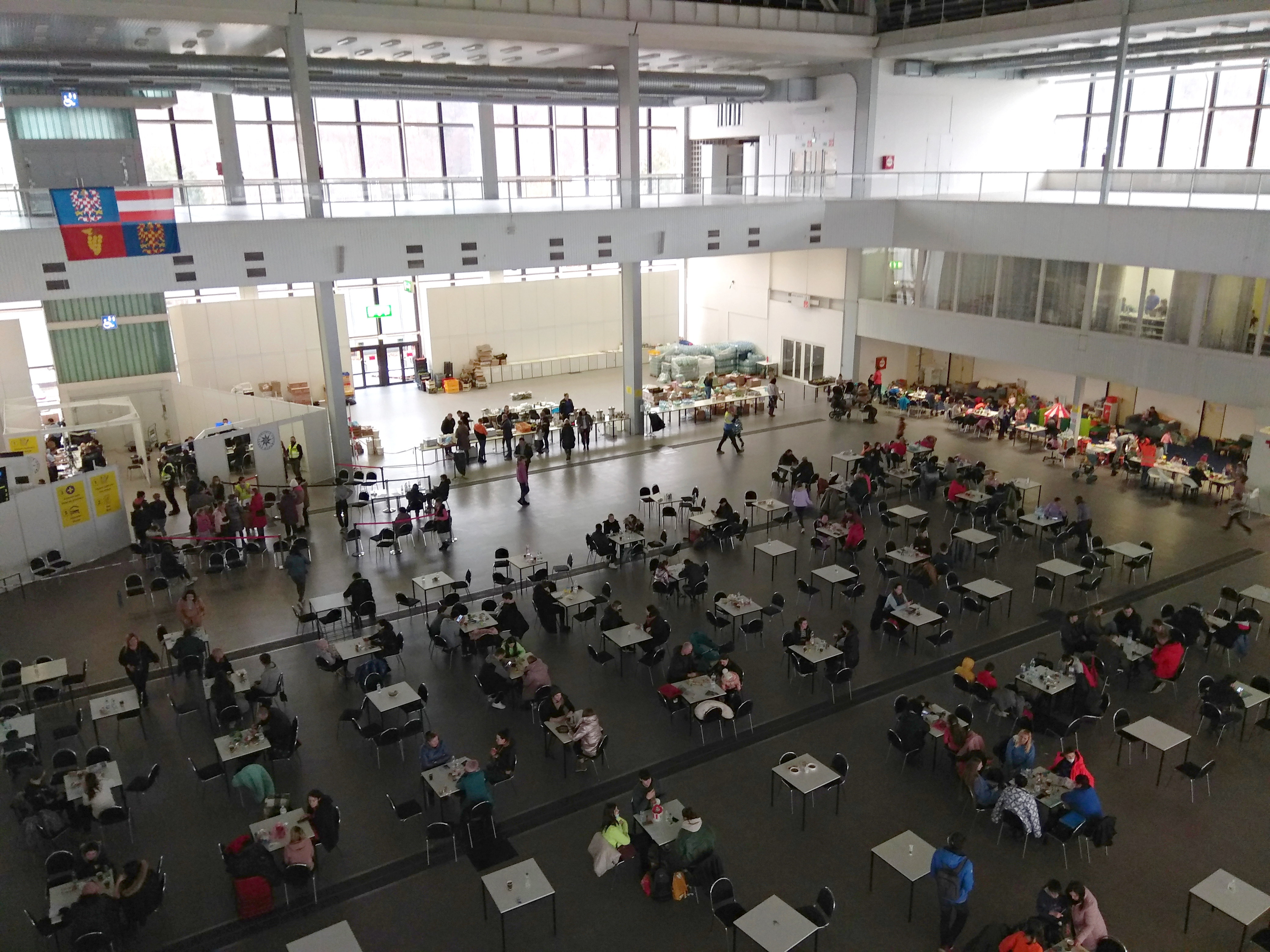
Người tị nạn Ukraina ở Brno, Cộng hòa Séc

Cộng hòa Séc đang cung cấp tài chính, nhân đạo và các loại trợ giúp khác cho người tị nạn Ukraina cũng như nhà nước cung cấp chỗ ở và giáo dục cho con cái của họ. Cộng hòa Séc đã tiếp nhận hơn 100.000 người tị nạn Ukraina vào ngày 7 tháng 3. Tính đến ngày 10 tháng 3, Cộng hòa Séc đã tiếp nhận khoảng 200.000 người tị nạn. Khi nước này gần đạt được khả năng cung cấp chỗ ở tối đa cho người tị nạn, chính phủ đang xem xét việc xây dựng các trại tị nạn. Đến ngày 17 tháng 3, hơn 270.000 người tị nạn từ Ukraina đã đến Cộng hòa Séc, con số tăng lên 300.000 người vào ngày 23 tháng 3.
Một mạng lưới các Trung tâm giúp đỡ và hỗ trợ khu vực cho Ukraina (Krajská asistenční centra pomoci Ukrajině) đã được thành lập tại các thủ phủ khu vực của nước này để giúp những người tị nạn được đăng ký, chỗ ở, bảo hiểm y tế hoặc các hỗ trợ khác. Vào ngày 17 tháng 3, một đạo luật có tên Lex Ukrajina đã được Quốc hội thông qua nhằm giúp người tị nạn dễ dàng hơn trong việc xin giấy phép cư trú và tiếp cận dịch vụ chăm sóc sức khỏe.
Cũng trong ngày 17 tháng 3, một số phương tiện truyền thông, bao gồm cả Associated Press và BBC News, đưa tin không chính xác rằng Thủ tướng Séc đã nói: "Cộng hòa Séc không thể tiếp nhận người tị nạn từ Ukraina nữa". Tuy nhiên, ai đó đã dịch sai câu nói bằng tiếng Séc của ông: "Chúng ta đang ở giới hạn khả năng tiếp thu mà không gặp bất kỳ vấn đề lớn nào (...). Chúng ta phải tiếp tục các bước cho phép chúng ta đối phó với những con số cao hơn". BBC sau đó đã sửa lại bản dịch sai.

#### Đan Mạch
Đến ngày 25 tháng 3, chính quyền Đan Mạch ghi nhận khoảng 24.000 người Ukraine đã đến Đan Mạch, với khoảng một nửa là trẻ em. Do các quy định miễn thị thực đối với người Ukraine và biên giới phần lớn đi lại tự do, chỉ có sự kiểm soát lẻ tẻ, con số chính xác vẫn chưa được xác định. Các nhà chức trách đã dự đoán rằng con số dần rồi có thể vượt qua 100.000 nếu chiến tranh kéo dài. Công dân Ukraine, người thân cận của họ và những người không phải là người Ukraine đã có quy chế tị nạn ở Ukraine có thể nhận được giấy phép cư trú hai năm (với khả năng gia hạn) mà không cần phải xin tị nạn trước.

#### Estonia
Đến ngày 18 tháng 3 năm 2022, 25.190 người tị nạn, trong đó hơn một phần ba là trẻ em, đã đến Estonia. Trong số đó, 6.437 người tị nạn đã đi tiếp, còn 18.753 người dự định ở lại Estonia. Đến ngày 31 tháng 3, có 25.347 người tị nạn, trong đó khoảng 40% là trẻ em. Chính phủ đã nhận được 13.289 đơn xin bảo hộ tạm thời.
Tính đến ngày 4 tháng 4, 27.200 người tị nạn Ukraine đã vào Estonia, trong đó hơn 5.843 người đang sống trong các khu nhà tạm thời.

#### Pháp
Vào ngày 10 tháng 3, Bộ Nội vụ báo cáo rằng 7.251 người đã đến Pháp từ Ukraine, 6.967 người trong số họ là công dân Ukraine. Theo Bộ trưởng Nội vụ Pháp Gérald Darmanin, đến ngày 16 tháng 3, ít nhất 17.000 người tị nạn Ukraine đã vào Pháp.. Vào ngày 24 tháng 3, Thủ tướng Jean Castex đã đến thăm trung tâm tiếp nhận mới cho người tị nạn Ukraine ở Nice vào thứ Năm, và nói rằng 30.000 người tị nạn Ukraine đã vào Pháp kể từ ngày 25 tháng 2. Tính đến ngày 30 tháng 3, khoảng 45.000 người Ukraine, chủ yếu là phụ nữ và trẻ em, đã đến Pháp.
Một cổng thông tin có tên "Je m'engage pour l'Ukraine" (Tôi cam kết với Ukraine) đã được khởi động với sự hỗ trợ của nhà nước, nhằm mục đích phối hợp sự giúp đỡ từ các công dân Pháp.

#### Phần Lan
Từ khi bắt đầu cuộc xâm lược của Nga cho đến ngày 30 tháng 3 năm 2022, khoảng 15.000 người tị nạn Ukraine đã vào Phần Lan theo Cơ quan Nhập cư Phần Lan. Giới chức trách ước tính rằng có thể tổng cộng tới 100.000 người sẽ đến nước này.

#### Đức

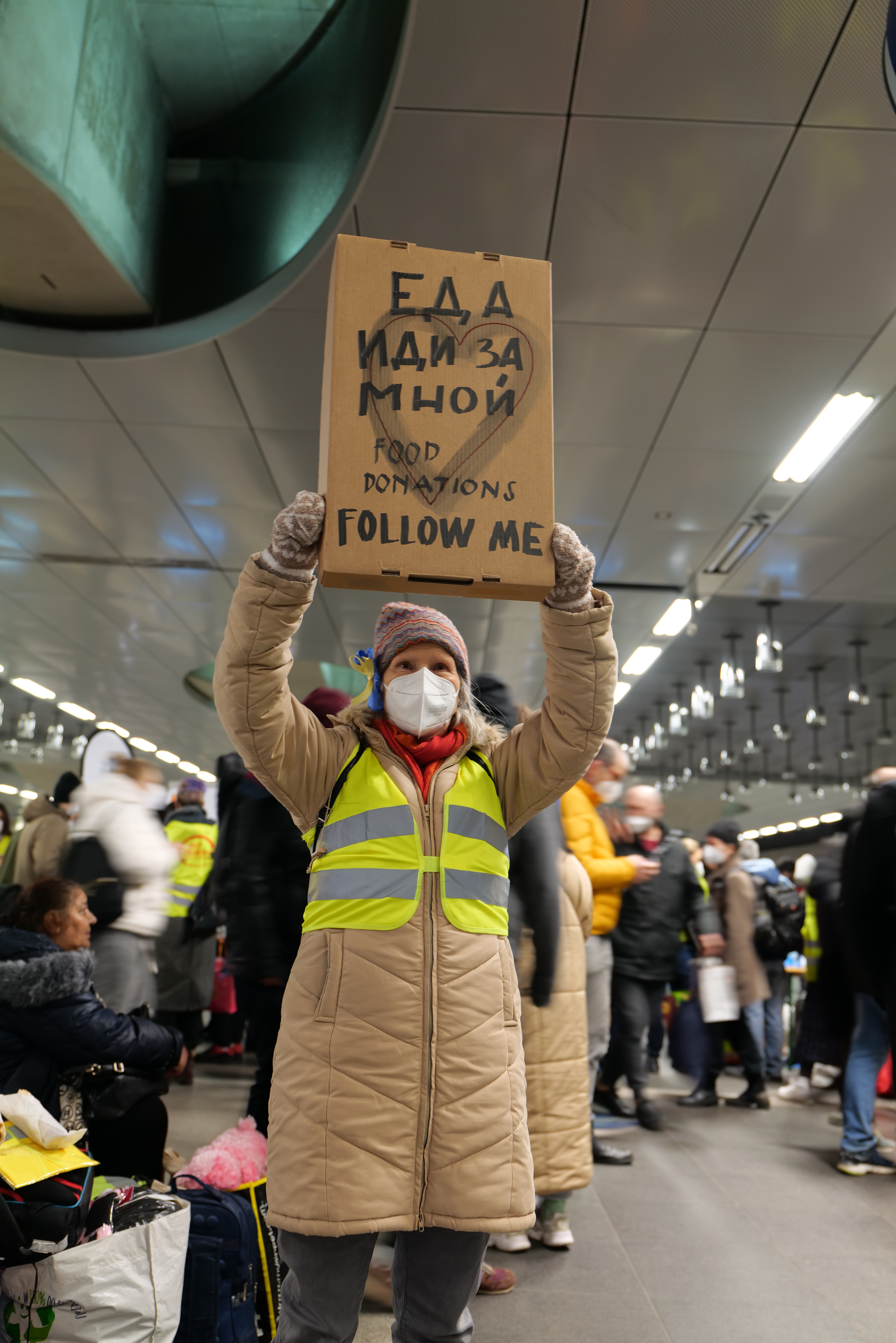
Một người tình nguyện cầm bảng để hướng dẫn người tị nạn tại một trạm xe lửa Berlin

Những người tị nạn đầu tiên từ Ukraine đã đến Brandenburg vào tối ngày 25 tháng 2 năm 2022, và nhà nước liên bang ban đầu đang chuẩn bị cho khoảng 10.000 người. Các bang khác cam kết giúp đỡ. Ngoài ra, Mecklenburg-Vorpommern quyết định ngưng việc buộc người dân trở về Ukraina.
Vào ngày 8 tháng 3 năm 2022, một quy định pháp luật đã được ban hành (Ukraine-Aufenthalts-Übergangsverordnung), tạm thời hợp pháp hóa việc nhập cảnh và cư trú của người Ukraina và công dân nước thứ ba ở Đức đang cư trú hợp pháp ở Ukraina lúc bắt đầu vụ tấn công của Nga vào ngày 24 tháng Hai Năm 2022.
Deutsche Bahn, công ty đường sắt quốc gia Đức, đã cho phép những người tị nạn có hộ chiếu hoặc thẻ căn cước Ukraina đi miễn phí trên các chuyến tàu đường dài từ Ba Lan đến Đức. Công ty cũng phát vé miễn phí cho những người tị nạn muốn tiếp tục đến một điểm đến khác; đến ngày 17 tháng 3, hơn 100.000 đã được phát hành. Hiệp hội các công ty vận tải của Đức cũng quyết định hủy bỏ các khoản phí đối với tất cả các chuyến đi đường ngắn bằng xe buýt và xe lửa dành cho người tị nạn Ukraine trong nước Đức.
Đến ngày 14 tháng 3, con số đã lên tới gần 147.000 người. Đến ngày 23 tháng 3, gần 239.000 người tị nạn đã vào Đức. Theo Bộ Nội vụ và Cộng đồng Liên bang, 37.786 người tị nạn chiến tranh từ Ukraine đã đăng ký ở Đức vào trưa ngày 6 tháng 3 năm 2022; Những nơi trú ẩn tạm thời được xây dựng ở những nơi như Sân bay Berlin Tegel cũ và Nhà ga số 5 của Sân bay Berlin Brandenburg.

#### Hy Lạp
Vào ngày 1 tháng 3, chính phủ Hy Lạp xem xét việc sơ tán 100.000 người gốc Hy Lạp khỏi Mariupol và khu vực lân cận. Đến ngày 4 tháng 4, hơn 16.700 người tị nạn Ukraina đã đến Hy Lạp, trong đó 5.117 người là trẻ vị thành niên, theo các quan chức chính phủ.

#### Ireland
Chính phủ Ireland thông báo rằng họ trông đợi sẽ tiếp nhận hơn 100.000 người tị nạn.  Tuy nhiên sau đó họ chuẩn bị để có thể tiếp nhận đến 200.000 người. 16.891 người tị nạn đã đến vào ngày 31 tháng 3 năm 2022.

#### Ý
Theo Thủ tướng Mario Draghi, tính đến ngày 9 tháng 3 năm 2022, 23.872 người tị nạn Ukraina đã đến Ý, chủ yếu đến qua biên giới Ý-Slovenia. Đến ngày 12 tháng 3, ba ngày sau, con số này đã tăng lên thành 34.851. Đến ngày 7 tháng 4, số người Ukraine tị nạn ở Ý là 86.066 người, và 88.593 người vào ngày 9 tháng 4.

#### Latvia
Những người tị nạn đầu tiên bắt đầu tới vào ngày 26 tháng 2 và đến ngày 2 tháng 3 Latvia đã nhận hơn 1.000 người tị nạn Ukraina. Đến ngày 7 tháng 3, khoảng 3 đến 4.000 người tị nạn đã đến Latvia. Từ lúc bẳt đầu cuộc xâm lược của Nga đến 23 tháng 3 năm 2022, 12.000 người tị nạn đã vào Latvia,  lên đến 18.000 người vào ngày 5 tháng 4.

#### Litva
Từ khi bắt đầu cuộc xâm lược của Nga cho đến ngày 11 tháng 4 năm 2022, gần 42.900 người tị nạn Ukraine đã vào Litva, bao gồm 17.900 trẻ em, trong đó gần 4.800 người dưới 6 tuổi cũng như 1.900 người tị nạn Ukraine từ 65 tuổi trở lên.

#### Bồ Đào Nha
Tính đến ngày 8 tháng 4 năm 2022, Bồ Đào Nha đã tiếp nhận 29.061 người tị nạn từ Ukraine. Đa số những người tị nạn là công dân Ukraina, 5% là công dân không có quốc tịch Ukraine sống ở Ukraine vào thời điểm xảy ra cuộc xâm lược. Khoảng 60% người tị nạn là phụ nữ. Tính đến ngày 8 tháng 4 năm 2022, trẻ vị thành niên chiếm 10.230 người tị nạn, khoảng 35% tổng số.
Trước cuộc xâm lược năm 2022, Bồ Đào Nha đã có 27.200 người Ukraina nhập cư. Do hậu quả của cuộc khủng hoảng, cộng đồng người nhập cư Ukraine đã trở thành cộng đồng lớn thứ hai ở Bồ Đào Nha, tăng gần gấp đôi lên hơn 52.000 người trong tháng 3.

#### Serbia
Tính đến ngày 11 tháng 3 năm 2022, có hơn 1.000 người tị nạn Ukraina ở Serbia theo Ủy ban Người tị nạn và Di cư của Cộng hòa Serbia.

#### Slovenia
Từ khi bắt đầu cuộc xâm lược của Nga cho đến ngày 23 tháng 3 năm 2022, hơn 3.000 người tị nạn Ukraine đã vào Slovenia. Đến ngày 28 tháng 3 năm 2022, số người tị nạn lên đến 7.000.

#### Tây Ban Nha
Tây Ban Nha thông báo rằng 100.000 công dân Ukraina đã sống ở nước này sẽ được hợp pháp hóa hoàn toàn. Điều này sẽ cho phép họ "làm việc hợp pháp, để họ có thể tiếp cận các chính sách giáo dục, y tế và xã hội", Thủ tướng Sánchez nói. Vào ngày 31 tháng 3 năm 2022, Thủ tướng Sánchez thông báo rằng 30.000 người tị nạn Ukraine đã chính thức được cấp quy chế bảo vệ tạm thời. Tuy nhiên, nhiều người trong số những người tị nạn đang ở với người thân hoặc bạn bè và chưa thông báo cho chính quyền.

#### Thụy Điển
Tính đến ngày 11 tháng 3, nhà chức trách đã đăng ký 5.200 người Ukraina đã nhập cảnh vào Thụy Điển kể từ khi Nga xâm lược. Do các quy định miễn thị thực 90 ngày trên toàn EU đối với người Ukraina và không có quy định về đăng ký tại biên giới ở Thụy Điển, nên người ta ước tính rằng con số thực cao hơn đáng kể, có thể là khoảng 4.000 người mỗi ngày. Người ta dự đoán rằng Thụy Điển rất có thể sẽ tiếp nhận khoảng 76.000 người tị nạn từ Ukraine trong nửa đầu năm 2022.

#### Thụy Sĩ
Công dân Ukraine (có hộ chiếu sinh trắc học) đã có thể nhập cảnh Thụy Sĩ mà không cần thị thực, thời gian lưu trú tối đa là ba tháng. Bộ trưởng Tư pháp Karin Keller-Sutter ngày 28 tháng 2 thông báo rằng trong tương lai những người tị nạn không có hộ chiếu cũng sẽ được chào đón và việc cư trú sẽ không còn bị giới hạn thời gian. Chính phủ liên bang và các bang sẽ cung cấp chỗ ở cho 9.000 người tị nạn. Vào ngày 11 tháng 3, bà cho biết, 2.100 người tị nạn đã được đăng ký ở Thụy Sĩ và tổng cộng có tới 60.000 người tị nạn. Tính đến ngày 5 tháng 4, 24.837 người tị nạn đã được đăng ký 

#### Vương quốc Anh
Vào ngày 4 tháng 3, Vương quốc Anh thông báo rằng công dân Anh và cư dân Ukraina của Vương quốc Anh sẽ được phép đưa các thành viên trong đại gia đình của họ từ Ukraina vào.
Vào ngày 12 tháng 3, Michael Gove đã công bố kế hoạch "Những ngôi nhà cho Ukraine", theo đó những người Anh đề nghị cho người tị nạn ở nhà của họ sẽ nhận được 350 bảng một tháng.
Vào ngày 28 tháng 3, Bộ Nội vụ thông báo họ đã cấp 21.600 thị thực theo Chương trình Gia đình Ukraina, theo đó những người tị nạn có thể được nhận nếu có các thành viên gia đình thân thiết đã cư trú tại Vương quốc Anh.
Đến ngày 8 tháng 4, tổng cộng 12.000 người Ukraina tị nạn đã vào Anh. 1.200 người trong số họ theo chương trình "Những ngôi nhà cho Ukraina" dành cho những người được tài trợ bởi chủ nhà ở Vương quốc Anh và 10.800 người theo chương trình gia đình Ukraina cho những người có mối quan hệ gia đình trước đây với Vương quốc Anh. Chính phủ Anh đã nhận được 79.800 đơn xin thị thực từ người Ukraina và đã cấp 40.900 thị thực cho đến ngày 7 tháng 4.

### Các quốc gia khác

#### Úc
Ngay sau cuộc xâm lược của Nga vào tháng 2, Thủ tướng Scott Morrison nói rằng các đơn xin thị thực từ các công dân Ukraine sẽ được đưa lên hàng đầu. Một số người Úc đã cho người tị nạn Ukraina tới ở, với hơn 4.000 thị thực đã được giải quyết. Vào ngày 20 tháng 3, chính phủ liên bang tuyên bố rằng người Ukraina đến hoặc đã ở trong nước sẽ được cấp thị thực nhân đạo tạm thời, cho phép họ làm việc, nghiên cứu và tiếp cận chăm sóc sức khỏe. Đến ngày 20 tháng 3, khoảng 5.000 người Ukraina đã được cấp thị thực để được vào Úc và 750 đã đến.

#### Brazil
Vào ngày 3 tháng 3, Brazil tuyên bố rằng người Ukraine sẽ nhận thị thực nhân đạo là người tị nạn, với thời gian 5 tháng để xin tị nạn. Nước này có khoảng 600.000 người gốc Ukraina, khoảng 38.000 người sống ở Prudentópolis, theo đại diện trung ương của Ukraine-Brazil. Cho đến ngày 19 tháng 3, Brazil đã nhận được gần 900 người tị nạn Ukraina theo cảnh sát Brazil. Tới ngày 22 tháng 3, con số này lên tới 1.100 người.

## Pháp lý
Vào ngày 3 tháng 3 năm 2022, các bộ trưởng của Liên minh châu Âu đã đồng ý sử dụng Chỉ thị bảo vệ tạm thời lần đầu tiên trong lịch sử để những người tị nạn từ Ukraina trong Liên minh châu Âu không phải trải qua tiêu chuẩn Thủ tục xin tị nạn của Liên minh Châu Âu. Các công ty đường sắt ở một số quốc gia, bao gồm cả Đức và Áo, đang cho phép người tị nạn Ukraine đi lại bằng tàu hỏa miễn phí.